# Djuptjärnen (Ströms socken, Jämtland, 715300-146488)
Djuptjärnen är en sjö i Strömsunds kommun i Jämtland och ingår i Ångermanälvens huvudavrinningsområde. Sjön har en area på 0,113 kvadratkilometer och ligger 577,7 meter över havet.

## Delavrinningsområde
Djuptjärnen ingår i det delavrinningsområde (715341-146511) som SMHI kallar för Utloppet av Djuptjärnen. Medelhöjden är 618 meter över havet och ytan är 1,29 kvadratkilometer. Det finns inga avrinningsområden uppströms utan avrinningsområdet är högsta punkten. Vattendraget som avvattnar avrinningsområdet har biflödesordning 5, vilket innebär att vattnet flödar genom totalt 5 vattendrag innan det når havet efter 278 kilometer. Avrinningsområdet består mestadels av skog (77 procent) och sankmarker (14 procent). Avrinningsområdet har 0,11 kvadratkilometer vattenytor vilket ger det en sjöprocent på 8,8 procent.